# Баошань
Баоша́нь (кит. упр. 保山, пиньинь Bǎoshān) — городской округ в китайской провинции Юньнань.

## История
После завоевания государства Дали монголами и вхождения этих мест в состав империи Юань в этих местах в 1278 году была создана Юнчанская управа (永昌府). Во времена империи Мин в 1522 году для администрирования местности, в которой размещались власти управы, был создан уезд Баошань (保山县). После Синьхайской революции в Китае была проведена реформа структуры административного деления, в ходе которой управы были упразднены, поэтому в 1912 году Юнчанская управа была расформирована, а уезд Баошань переименован в Юнчан (永昌县). В 1913 году уезду Юнчан было возвращено название Баошань.
После вхождения провинции Юньнань в состав КНР в 1950 году был образован Специальный район Баошань (保山专区), состоящий из 7 уездов, 2 временных управ и 5 национальных административных комитетов. В 1952 году временные управы и национальные административные комитеты были преобразованы в 6 уездов и 1 автономный уезд, а посёлок Ваньдин был выведен из состава уезда Луси и подчинён напрямую властям специального района; так как 2 уезда были при этом переданы в состав Специального района Мяньнин (缅宁专区), то в составе Специального района Баошань теперь стало 11 уездов, 1 автономный уезд и 1 посёлок.
В 1953 году автономный уезд был преобразован в обычный уезд, и вместе с 5 другими уездами выделен в отдельный Дэхун-Дай-Качинский автономный район, а уезд Чжэнькан был передан в состав Специального района Мяньнин. В 1954 году уезд Лушуй был передан в состав свежеобразованного Нуцзян-Лисуского автономного района Специального района Лицзян (丽江专区).
Постановлением Госсовета КНР от 29 апреля 1956 года Дэхун-Дай-Качинский автономный район и Специальный район Баошань были объединены в Дэхун-Дай-Качинский автономный округ. В 1963 году Специальный район Баошань был воссоздан в составе 5 уездов.
В ноябре 1969 года Дэхун-Дай-Качинский автономный округ был присоединён к Специальному району Баошань.
В 1970 году Специальный район Баошань был переименован в Округ Баошань (保山地区).
В ноябре 1971 года был воссоздан Дэхун-Дай-Качинский автономный округ.
Постановлением Госсовета КНР от 9 сентября 1983 года уезд Баошань был преобразован в городской уезд (保山市).
Постановлением Госсовета КНР от 30 декабря 2000 года были расформированы городской уезд Баошань и округ Баошань, и образован городской округ Баошань; территория бывшего городского уезда Баошань стала районом Лунъян в его составе.
В 2015 году уезд Тэнчун был преобразован в городской уезд.

## Административно-территориальное деление
Городской округ Баошань делится на 1 район, 1 городской уезд, 3 уезда:
| Карта                              | Карта    | Карта     | Карта          | Карта            | Карта         |
| ---------------------------------- | -------- | --------- | -------------- | ---------------- | ------------- |
| Лунъян Шидянь Лунлин Чаннин Тэнчун |          |           |                |                  |               |
| Статус                             | Название | Иероглифы | Пиньинь        | Население (2010) | Площадь (км²) |
| Район                              | Лунъян   | 隆阳区    | Lóngyáng qū    |                  |               |
| Городской уезд                     | Тэнчун   | 腾冲市    | Téngchōng shì  |                  |               |
| Уезд                               | Шидянь   | 施甸县    | Shīdiàn xiàn   |                  |               |
| Уезд                               | Лунлин   | 龙陵县    | Lónglíng xiàn  |                  |               |
| Уезд                               | Чаннин   | 昌宁县    | Chāngníng xiàn |                  |               |

## Экономика
Развито выращивание чая и кофе.

## Транспорт
Северный вокзал Баошаня служит транзитным узлом для грузов, которые следуют из Чунцина в Мьянму.